# 2 147 483 647 (число)
2 147 483 647 — натуральное число между 2 147 483 646 и 2 147 483 648.

## В математике
{\displaystyle 2\,147\,483\,647=2^{31}-1} — простое число Мерсенна. В 1772 году Леонард Эйлер опубликовал доказательство того, что число {\displaystyle 2^{31}-1} является простым числом. Это было самым большим известным на тот момент простым числом. Рекорд был превзойдён только в 1867 году, когда Фортюне Ландри (фр. Fortuné Landry) доказал простоту числа 3 203 431 780 337.
Это также третье двойное число Мерсенна и третье из четырёх известных простых. Предыдущее - 127, следующее - 170141183460469231731687303715884105727.

## В информатике
- Это наибольшее число, которое вмещает 32-битный знаковый целый тип данных signed int32.
- С этим связана проблема 2038 года[3], когда стандартный тип данных для хранения времени time_t переполнится на 32-битных компьютерах.